# Sihung Lung
Sihung Lung (en chinois 郞雄, en pinyin Láng Xíong, en Romanisation Wade-Giles Lang Hsiung), né vers 1930 et mort le 2 mai 2002, est un acteur de cinéma taïwanais. Il a joué dans plus de 100 films et plus particulièrement dans des rôles de père dans des films comme Salé, Sucré et Garçon d'honneur. Il joua souvent pour le réalisateur Ang Lee dans des films comme Tigre et Dragon et Pushing Hands.
Adolescent, il s'engage dans l’Armée nationale révolutionnaire de Tchang Kaï-chek pour combattre le Parti communiste chinois. Après la perte de contrôle de Chine continentale, il s'enfuit vers Taïwan, où il est choisi pour rejoindre une troupe de comédiens sponsorisée par l'armée ; c'est alors qu'il devient acteur professionnel. Son expérience dans une palette de rôles lui permit de jouer dans de nombreux films en chinois et des feuilletons télévisés taïwanais.
Il était déjà à la retraite, quand Ang Lee commença à le faire tourner dans son premier long métrage Pushing Hands en 1992 pour qu'il joue le père ; le réalisateur se souvenant avoir vu Lung dans son enfance. Sa composition d'un personne âgée face aux changements le rendit internationalement célèbre et il devint connu pour jouer les pères luttant avec la modernité et des enfants devenus adultes dans les films de la trilogie Les pères savent mieux.
Sa santé se détériore à la suite d'un diabète. Il meurt en 2002, à 72 ans, d'une insuffisance hépatocellulaire.

## Filmographie partielle
- 1987 : Lai Shi, China's Last Eunuch
- 1992 : Pushing Hands
- 1993 : Garçon d'honneur
- 1994 : Salé, Sucré
- 2000 : Tigre et Dragon
- 2002 : Double Vision
- 2002 : Le Talisman